# Triatlo nos Jogos Olímpicos de Verão da Juventude de 2018
As competições de triatlo nos Jogos Olímpicos de Verão da Juventude de 2018 ocorreram entre 7 e 11 de outubro em um total de três eventos. As competições aconteceram nos Bosques de Palermo, no Parque Verde, localizado em Buenos Aires, Argentina.

## Calendário
| Outubro | 6 | 7 | 8 | 9 | 10 | 11 | 12 | 13 | 14 | 15 | 16 | 17 | 18 |
| ------- | - | - | - | - | -- | -- | -- | -- | -- | -- | -- | -- | -- |
| Triatlo |   | 1 | 1 |   |    | 1  |    |    |    |    |    |    |    |

|  | Dia de competição |  | Dia de final |

## Qualificação
Cada Comitê Olímpico Nacional (CON) pode inscrever no máximo dois atletas, um por gênero. Como país-sede, Argentina recebeu a cota máxima. Outras quatro vagas, duas em cada gênero, foram distribuídas pela Comissão Tripartite. As 58 vagas restantes foram distribuídas por eventos qualificatórios, mais especificamente cinco competições continentais.
Para ser elegível a participar da competição os atletas precisam ser nascidos entre 1 de janeiro de 2001 e 31 de dezembro de 2002.
| Evento                            | Local        | Data                 | Vagas totais | Meninos qualificados | Meninas qualificadas |
| --------------------------------- | ------------ | -------------------- | ------------ | --- | --- |
| País-sede                         | -            | -                    | 1            | ARG Argentina | ARG Argentina |
| Qualificatório da Oceania         | New Plymouth | 25 de março de 2018  | 2            | AUS Austrália NZL Nova Zelândia | AUS Austrália NZL Nova Zelândia |
| Qualificatório da África          | Rabat        | 21 de abril de 2018  | 3            | RSA África do Sul TUN Tunísia EGY Egito | RSA África do Sul TUN Tunísia EGY Egito |
| Qualificatório da Ásia            | Subic Bay    | 17 de junho de 2018  | 5            | JPN Japão CHN China HKG Hong Kong MAS Malásia SYR Síria                                                                                            | SIN Singapura KOR Coreia do Sul CHN China JPN Japão HKG Hong Kong                                                                                            |
| Qualificatório das Américas       | Salinas      | 1º de julho de 2018  | 7/8          | MEX México CAN Canadá USA Estados Unidos ECU Equador CHI Chile BRA Brasil COL Colômbia                                                             | USA Estados Unidos MEX México ECU Equador BRA Brasil VEN Venezuela PER Peru CUB Cuba CHI Chile                                                               |
| Qualificatório da Europa          | Banyoles     | 7–8 de julho de 2018 | 12           | FRA França POR Portugal HUN Hungria ITA Itália SWE Suécia ISR Israel GER Alemanha SUI Suíça GBR Grã-Bretanha BEL Bélgica ESP Espanha SLO Eslovênia | ITA Itália FRA França POR Portugal RUS Rússia SUI Suíça HUN Hungria GBR Grã-Bretanha LUX Luxemburgo NED Países Baixos BEL Bélgica GER Alemanha DEN Dinamarca |
| Convidados da Comissão Tripartite | -            | -                    | 2/1          | ARU Aruba ISV Ilhas Virgens Americanas | GRN Granada |
| TOTAL                             |              |                      | 32           | | |

- O segundo convite não foi concedido e foi realocado para as Américas.

## Medalhistas
| Evento                     | Ouro | Prata | Bronze                                                                                              |
| -------------------------- | --- | --- | --------------------------------------------------------------------------------------------------- |
| Masculino detalhes         | Dylan McCullough NZL Nova Zelândia                                                                                 | Alexandre Montez POR Portugal                                                                                          | Alessio Crociani ITA Itália                                                                         |
| Feminino detalhes          | Amber Schlebusch RSA África do Sul                                                                                 | Sif Bendix Madsen DEN Dinamarca                                                                                        | Anja Weber SUI Suíça                                                                                |
| Revezamento misto detalhes | Europa 1 DEN Sif Bendix Madsen ITA Alessio Crociani SUI Anja Weber POR Alexandre Montez MIX Equipes de CONs mistos | Oceania 1 AUS Charlotte Derbyshire NZL Dylan McCullough NZL Brea Roderick AUS Joshua Ferris MIX Equipes de CONs mistos | Europa 3 GER Marie Horn GER Henry Graf FRA Émilie Noyer ESP Igor Bellido MIX Equipes de CONs mistos |

## Quadro de medalhas
| Ordem | País                       | Medalha de ouro | Medalha de prata | Medalha de bronze |   |
| ----- | -------------------------- | --------------- | ---------------- | ----------------- | - |
| –     | MIX Equipes de CONs mistos | 1               | 1                | 1                 | 3 |
| 1     | RSA África do Sul          | 1               |                  |                   | 1 |
|       | NZL Nova Zelândia          | 1               |                  |                   | 1 |
| 3     | DEN Dinamarca              |                 | 1                |                   | 1 |
|       | POR Portugal               |                 | 1                |                   | 1 |
| 5     | ITA Itália                 |                 |                  | 1                 | 1 |
|       | SUI Suíça                  |                 |                  | 1                 | 1 |
| TOTAL | TOTAL                      | 3               | 3                | 3                 | 9 |